# Ballade du 10 mars
Albums de Martial Solal
Fast Mood
(1999) Martial Solal Dodecaband Plays Ellington
(2000)
Ballade du 10 mars est un album en trio du pianiste de jazz français Martial Solal, enregistré avec Marc Johnson et Paul Motian, sorti en 1999 sur le label Soul Note.

## À propos de la musique
Six des morceaux enregistrés par le trio sont des standards, qui trouvent sous les doigts des musiciens une fraîcheur nouvelle.
- Night and Day subit une réharmonisation piquante avec un swing décalé[1], on y entend une citation de Well, You Needn't[3].
- La batteur Paul Motian a apporté sa composition d'inspiration free jazz Gang of Five[1], sur lequel Solal développe son jeu le plus « out »[4].
- La ballade 'Round Midnight de Thelonious Monk est complètement déconstruite. Solal tourne autour de la mélodie, l'approche de biais, la transforme, glissant une citation de Misterioso, proposant une nouvelle lecture moderniste du standard[1],[5]. On peut lire ce morceau comme un duo pour piano et batterie, Motian et Solal ayant déjà joué ce morceau sur  At Newport '63[4].
- Almost Like Being in Love est approché de façon relativement conventionnelle[1].
- Dans Ballade du 10 mars, une composition de Solal, chacun des musiciens est mis en valeur à tout de rôle, tout en gardant l'ambiance calme mais inquiète. La Ballade ne se résout pas, laissant l'accord final résonner[3].
- My Old Flame est une « ballade que l'on peu danser », avec un menuet central[3].
- The Newest Old Waltz, une valse relativement tranquille, est joué par Solal en piano solo[1]. On peut y entendre un richesse harmonique évoquant Bill Evans[3].

## Réception critique
Pour Michael G. Nastos (AllMusic) « ce CD est la preuve du génie [de Solal] dans sa redéfinition et réinvention des standards, avec une ferveur poétique et bouillonnante ». 
Pour All About Jazz, « tant de choses se passent : tempo qui tressaute, accords inattendus et cassants, notes agglomérés… » : Robert Spencer affirme que « quiconque aime le piano trio doit s'intéresser au jeu sauvage et merveilleux de Martial Solal ».
The Penguin Jazz Guide explique que  « le jeu de Solal est plus habile et lyrique que jamais, mais il y a un nouveau et bienvenu soupçon de folie, comme s'il se sentait suffisamment à l'aise avec sa technique pour lâcher la bride et sortir des chemins harmoniques ».

## Pistes
| No | Titre                           | Musique                               | Durée |
| -- | ------------------------------- | ------------------------------------- | ----- |
| 1. | Night and Day                   | Cole Porter                           | 5:47  |
| 2. | Gang Of Five                    | Paul Motian                           | 6:39  |
| 3. | Softly, as in a Morning Sunrise | Sigmund Romberg, Oscar Hammerstein II | 4:53  |
| 4. | 'Round Midnight                 | Thelonious Monk                       | 7:08  |
| 5. | Almost Like Being in Love       | Frederick Loewe, Alan Jay Lerner      | 7:19  |
| 6. | Ballade du 10 mars              | Martial Solal                         | 3:18  |
| 7. | The Lady Is a Tramp             | Richard Rodgers, Lorenz Hart          | 6:16  |
| 8. | My Old Flame                    | Arthur Johnston, Sam Coslow           | 4:22  |
| 9. | The Newest Old Waltz            | Martial Solal                         | 2:52  |

## Musiciens
- Martial Solal : piano
- Marc Johnson : contrebasse
- Paul Motian : batterie